# خط ۱ متروی شیراز
خط ۱ متروی شیراز یک خط درون‌شهری متروی شیراز با طول ۲۴٫۵ کیلومتر و ۲۰ ایستگاه است که ایستگاه متروی احسان واقع در پل احسان را به ایستگاه متروی شهید دستغیب در فرودگاه بین‌المللی شهید دستغیب شیراز می‌رساند. این خط پتانسیل حمل و نقل ۱۰٬۰۰۰ نفر در ساعت را دارد.
این خط در ایستگاه مترو احسان با خط ۴، در ایستگاه مترو میرزای شیرازی با خط ۳، در ایستگاه مترو امام حسین با خط ۲، در ایستگاه مترو زندیه با انشعاب خط ۴ و در ایستگاه مترو رازی با خط ۴ تقاطع دارد.
این خط از غرب شیراز یعنی پل احسان شروع شده و با گذشتن از بلوار دکتر شریعتی، پل معالی آباد و طی کردن حاشیه بلوار شهید چمران به بلوار شاهد و با گذشتن از خیابان گلخون چهارراه قصردشت و پس از طی کردن تقاطع شهید مطهری (زرگری)، بلوار شهید آوینی، نمازی،میدان امام حسین، بلوار زند، بازار وکیل، میدان ولیعصر و بلوار مدرس به شرق شهر یعنی میدان الله (گلسرخ) در ابتدای ورودی  فرودگاه بین المللی شهید دستغیب امتداد دارد.

## تاریخچه
عملیات ساخت خط یک متروی شیراز در سال ۱۳۸۱ از غرب شیراز (پل احسان) آغاز گردید. فاز اول خط ۱ متروی شیراز در تاریخ ۲۰ مهر ۹۳، با حضور معاون اول رئیس‌جمهور و مسئولین استانی و شهری شیراز، به‌طور رسمی افتتاح شد.
فاز دوم خط ۱ متروی شیراز در تاریخ ۳۱ مرداد ۱۳۹۶ با حضور وزیر کشور و مدیران استانی افتتاح شد و با تکمیل تدریجی ایستگاه‌های این خط تا تاریخ ۶ شهریور ۱۳۹۹، خط ۱ به صورت کامل از پل احسان تا میدان الله (گلسرخ) در مجاورت فرودگاه شهید دستغیب شیراز فعال است.

## ایستگاه‌ها
خط ۱ متروی شیراز جمعاً ۲۰ ایستگاه دارد که به قرار زیر است:
| شماره | نام ایستگاه   | تقاطع‌ها                  | آدرس                                                 | شروع به کار |
| ----- | ------------- | ------------------------ | ---------------------------------------------------- | ----------- |
| ۱     | احسان         |                          | پل احسان                                             | ۱۳۹۳        |
| ۲     | دکتر شریعتی   |                          | معالی آباد، بلوار دکتر شریعتی                        | ۱۳۹۶        |
| ۳     | میرزای شیرازی |                          | چهارراه میرزای شیرازی، پل معالی آباد                 | ۱۳۹۳        |
| ۴     | شاهد          |                          | پل شاهد در مجاورت بزرگراه چمران                      | ۱۳۹۴        |
| ۵     | قصردشت        |                          | چهارراه قصردشت، ابتدای خیابان گلخون                  | ۱۳۹۳        |
| ۶     | شهید مطهری    |                          | خیابان قصردشت، تقاطع شهید مطهری (میدان زرگری)        | ۱۳۹۴        |
| ۷     | شهید آوینی    |                          | عفیف آباد، بلوار شهید آوینی، میدان خلیلی             | ۱۳۹۵        |
| ۸     | نمازی         |                          | بیمارستان نمازی - پایانه نمازی                       | ۱۳۹۳        |
| ۹     | امام حسین     |                          | میدان امام حسین (ستاد)                               | ۱۳۹۷        |
| ۱۰    | زندیه         | انشعاب خط ۴ (خط شاهچراغ) | چهارراه زند                                          | ۱۳۹۶        |
| ۱۱    | وکیل‌الرعایا   |                          | خیابان طالقانی، بازار وکیل                           | ۱۳۹۹        |
| ۱۲    | میدان ولیعصر  |                          | میدان ولیعصر                                         | ۱۳۹۶        |
| ۱۳    | شهید کاوه     |                          | خیابان کاوه، ترمینال مدرس                            | ۱۳۹۶        |
| ۱۴    | فضیلت         |                          | بلوار مدرس، ابتدای بلوار فضیلت                       | ۱۳۹۶        |
| ۱۵    | رازی          |                          | بلوار مدرس، ابتدای بلوار رازی (یاس)                  | ۱۳۹۶        |
| ۱۶    | غدیر          |                          | بلوار مدرس، پل غدیر                                  | ۱۳۹۷        |
| ۱۷    | جانبازان      |                          | بلوار مدرس، ابتدای جانبازان (پودنک)                  | ۱۳۹۶        |
| ۱۸    | فرصت شیرازی   |                          | بلوار مدرس، ابتدای خیابان فرصت شیرازی (سروناز)       | ۱۳۹۷        |
| ۱۹    | شهید دوران    |                          | بلوار مدرس، پایگاه هوایی شهید دوران                  | ۱۳۹۶        |
| ۲۰    | شهید دستغیب   |                          | میدان‌ الله (گلسرخ)، ابتدای ورودی فرودگاه شهید دستغیب | ۱۳۹۶        |